# João Abel Manta
João Abel Manta (Lisboa, 29 de enero de 1928) es un arquitecto, pintor, ilustrador y humorista gráfico portugués. Se le considera uno de los referentes del humor gráfico en su país, con una obra centrada en la transición portuguesa tras la Revolución de los Claveles, así como una de las figuras más versátiles de la cultura lusa en el siglo XX.

## Biografía

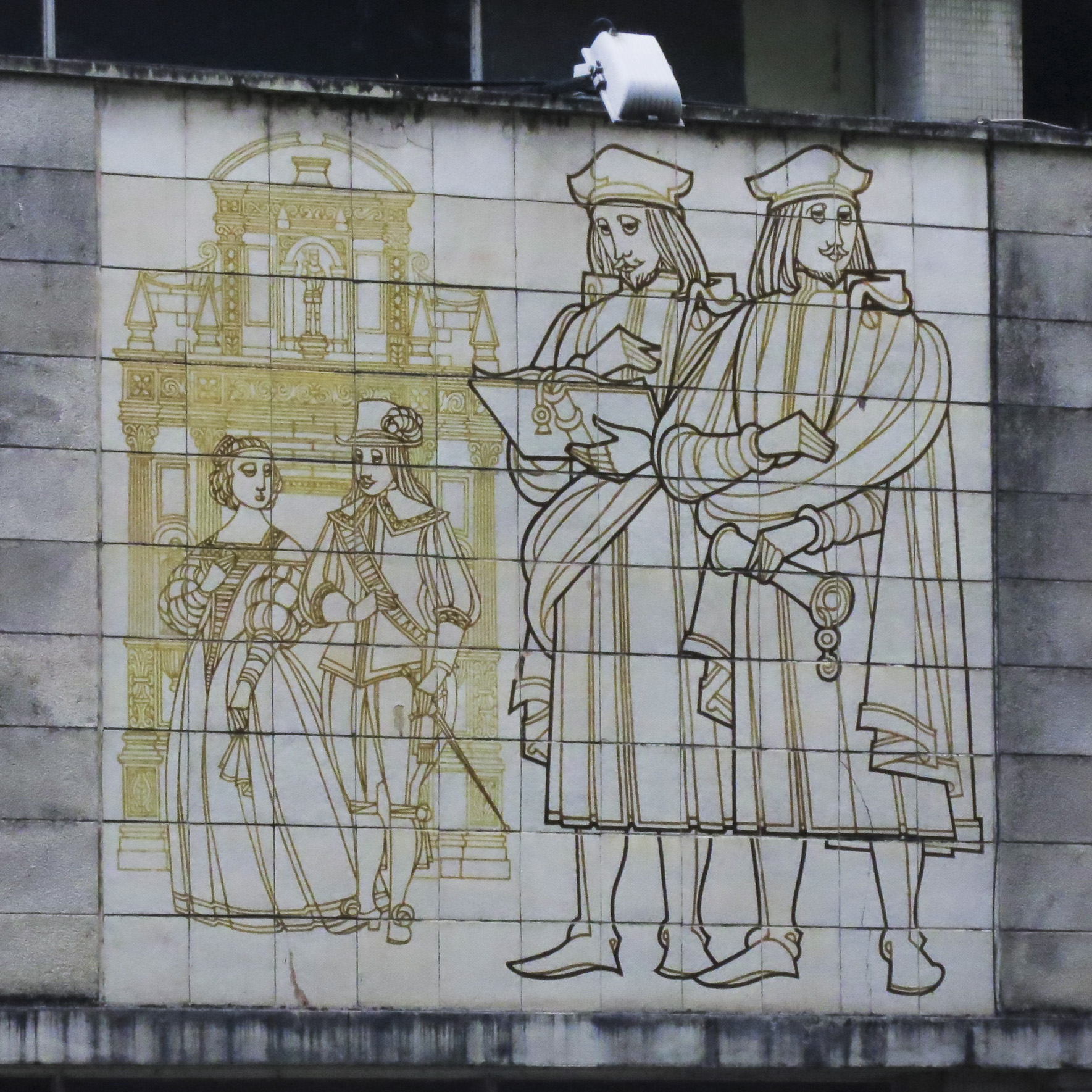
Panel en piedra grabada de la Asociación Académica de Coimbra.

João Abel Manta es hijo de los pintores Abel Manta (1888-1982) y Clementina Carneiro de Moura (1898-1992), ambos conocidos en los círculos culturales portugueses de la época. Está casado con Maria Alice Ribeiro y ha tenido una hija, Isabel Ribeiro Manta, que también ha sido pintora.
En 1951 se licenció en Arquitectura por la Escuela de Bellas Artes de Lisboa. Allí conoció a otros referentes del arte portugués, entre ellos Sá Nogueira y José Dias Coelho, y empezó a militar en los movimientos clandestinos de izquierda que se oponían a la dictadura de António Salazar. En su carrera como arquitecto es responsable, junto con Alberto Pessoa y Hernâni Gandra, del conjunto de viviendas Infante Santo en Lisboa, unos bloques suspendidos sobre pilotis que le hicieron merecedor del Premio Municipal de Arquitectura en 1957. También se ocupó de proyectar la sede de la Asociación Académica de Coimbra, construida en 1959.
En la década de 1960 profundizó en las artes plásticas con numerosos encargos en pintura, artes gráficas, cerámica, tapicería e incluso mosaicos. Algunos de sus trabajos más célebres han sido las tapicerías del Salón Noble de la sede de la Fundación Gulbenkian (1969), el pavimento de la Plaza de los Restauradores, y el panel de azulejos que decora la avenida Calouste Gulbenkian de Lisboa. No obstante, se hizo conocido a nivel público como humorista gráfico e ilustrador, algo que le ha llevado a ser comparado con Rafael Bordalo Pinheiro por su versatilidad en distintos campos.
En los años 1970 estuvo centrado en viñetas políticas para periódicos como Diário de Lisboa, Diário de Notícias y O Jornal, donde abordaba con ironía la realidad social portuguesa. Esta etapa coincidió con los últimos años de la dictadura, la democratización de Portugal a raíz de la Revolución de los Claveles de 1974 y el Proceso Revolucionario en Curso, razón por la que fue apodado «el dibujante de la revolución». Manta llegó a colaborar con el izquierdista MFA para diseñarles carteles de propaganda por la «dinamización cultural» y en apoyo a Vasco Gonçalves. A partir de 1981 se dedicó en exclusiva a la pintura, con una obra impresionista que contrasta con el carácter político de su etapa como viñetista.
En 2004 fue nombrado comendador de la Orden de la Libertad.